# فريتس ليبمان
فريتس ألبرت ليبمان (بالألمانية: Fritz Albert Lipmann)‏ ـ (12 يونيو 1899 ـ 24 يوليو 1986) كان عالم كيمياء حيوية ألمانيًا أمريكيًا. اشترك مع عالم الكيمياء الحيوية البريطاني جيمس باديلي في اكتشاف التميم أ (بالإنجليزية: coenzyme A)‏ سنة 1945، وحصل على  جائزة نوبل في الطب أو علم وظائف الأعضاء لعام 1953 (مناصفة مع هانس كريبس) عن هذا الاكتشاف وعن أبحاث أخرى أجراها حول التميم أ.
ولد ليبمان في كونيغسبيرغ بألمانيا لعائلة يهودية، ودرس الطب في جامعات كونيغسبيرغ وبرلين وميونيخ، وتخرج في جامعة برلين سنة 1924، ثم عاد إلى كونيغسبيرغ لدراسة الكيمياء تحت إشراف البروفيسور هانس ميرفاين. وفي سنة 1926 التحق بمعهد القيصر فيلهلم في برلين لإعداد رسالته للدكتوراه تحت إشراف أوتو مايرهوف، وعندما انتقل مايرهوف إلى معهد القيصر فيلهلم للأبحاث الطبية في هايدلبرغ تبعه ليبمان إلى هناك.
هاجر ليبمان إلى الولايات المتحدة سنة 1939 حيث عاش وعمل حتى وفاته. عمل أستاذاً للكيمياء الحيوية في مدرسة الطب بجامعة هارفارد بين عامي 1949 و1957، وبعدها عمل بالتدريس والبحث العلمي بجامعة روكفلر في مدينة نيويورك. حصل على قلادة العلوم الوطنية سنة 1966، واختير عضواً شرفياً بالأكاديمية الألمانية للعلوم (الليوبولدينا) سنة 1969.

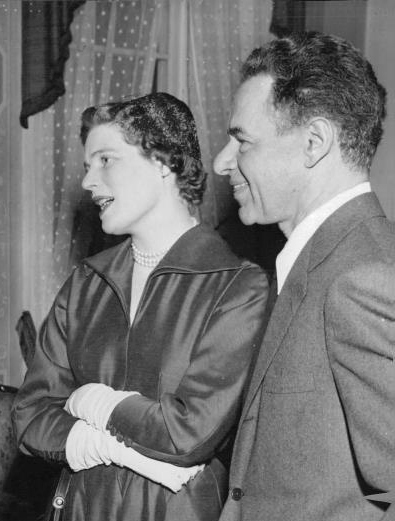
ليبمان مع زوجته في ستوكهولم عام 1953

اكتشف ليبمان أيضاً أن ثلاثي فوسفات الأدينوسين هو المصدر الرئيسي للطاقة داخل الخلية، وسجل هذا الاكتشاف في كتابه «الإنتاج والاستخدام الأيضي لطاقة الرابطة الفوسفاتية» (بالإنجليزية: Metabolic Generation und Utilization of Phosphate Bond Energy)‏ الذي نشر سنة 1941. نشر مذكراته بعنوان «ترحال كيميائي حيوي» (بالإنجليزية: Wanderings of a Biochemist)‏ سنة 1971.

## أسرته
تزوج ليبمان سنة 1931 من إلفريده (فريدا) هول (1906 ـ 2008)، التي كانت تعمل مصممة أزياء.

## وفاته
توفي ليبمان في بوكيبسي بولاية نيويورك في 24 يوليو 1986).

## روابط خارجية
- فريتس ليبمان على موقع الموسوعة البريطانية (الإنجليزية)
- فريتس ليبمان على موقع مونزينجر (الألمانية)
- فريتس ليبمان على موقع إن إن دي بي (الإنجليزية)